# Microsciurus santanderensis
Microsciurus santanderensis е вид бозайник от семейство Катерицови (Sciuridae).

## Разпространение
Видът е разпространен в Колумбия.